# (5522) De Rop
(5522) De Rop (1991 PJ5) – planetoida z grupy pasa głównego asteroid okrążająca Słońce w ciągu 3,75 lat w średniej odległości 2,41 j.a. Odkryta 3 sierpnia 1991 roku.